# Andrea Pecile
Andrea Pecile (nacido el 30 de marzo de 1980 en Trieste, Italia) es un jugador de baloncesto profesional de nacionalidad italiana, que actualmente milita en el Orlandina Basket italiano.

## Carrera
El jugador italiano llegó al CB Granada por la temporada 2003-2004 cuando el equipo militaba en la liga LEB, proveniente de Scavolini Pesaro de la LEGA. Por entonces, era todo un desconocido entre los aficionados granadinos. Sin embargo, a medida que la temporada fue avanzando para el Club Baloncesto Granada, Andrea fue abriendo poco a poco un hueco en el corazón de sus aficionados, gracias a sus grandes actuaciones que llevaron al equipo a jugarse el ascenso a la ACB contra CAI Zaragoza y al que finalmente vencieron.
Esta temporada, con el brillante ascenso a la ACB culminado, llegaba la hora de refrendarlo y lograr mantener al equipo en la liga española más potente. Sus 11 puntos, 3 rebotes y 2 asistencias por partido han posibilitado que finalmente C.B Granada lograse su objetivo.
En 2009 Andrea Pecile retorna a la Lega italiana para enrolarse en las filas del Riviera Solare Rimini, que milita en la LegaDue.
El base italiano terminó la temporada 2008/09 en el Leche Río Breogán de LEB Oro, tras ser cortado por el Cajasol habiendo disputado 16 partidos de liga regular (con promedios de 10,6 puntos, 2,6 asistencias y 11,3 de valoración).
Tras disputarse cinco jornadas, el equipo riminesi, entrenado por Giancarlo Sacco marcha colíder en la segunda competición italiana, con un balance de 4 victorias y 1 derrota. Pecile coincidirá con el histórico Carlton Myers, el líder del Riviera Solare Rimini, que promedia más de 15 puntos por partido

## Trayectoria
- 2003/04 Victoria Libertas Pesaro  Italia
- 2003/05 LEB. CB Granada  España
- 2003/05 ACB. CB Granada  España
- 2006/08 ACB. CB Granada  España
- 2008/09 ACB. Cajasol Sevilla  España
- 2008/09 LEB. Leche Río Breogán  España
- 2009/10 Riviera Solare Rimini  Italia
- 2010/11 Aurora Jesi  Italia
- 2011/13  Effe Biancoblù Basket Bologna  Italia
- 2013/15  Victoria Libertas Pesaro  Italia
- 2015/ Orlandina Basket  Italia

## Palmarés
- 2003/04 Ascenso a la ACB.